# Dudd Dudley
Dudd (Dud) Dudley (1599-1684) est un métallurgiste anglais et auteur d’un ouvrage le Metallum Martis publié en 1665 dans lequel il revendique être le précurseur de la fonte au coke.

## Biographie
Il est le fils illégitime d'Edward Sutton (5e baron Dudley) dont il gère, à un moment, les forges.
Le 22 février 1620, il dépose un brevet sous le nom d’Edward Lord Dudley, brevet relatif à son procédé de réduction des minerais de fer par l'emploi du coke .
La production de fonte au coke ne dura que quelques années, Dud invoquant des raisons extérieures à la technique pour expliquer l'arrêt de la production : une inondation, l'opposition des maîtres de forges concurrents et des sabotages auraient eu raison de son entreprise.
Bien que Dud Dudley soit mort alors qu'Abraham Darby I n'est âgé que de 6 ans, il faut relever que Dud est son arrière-grand-oncle : certains auteurs évoquent donc la possibilité une transmission orale de données relatives à la production de fonte au coke.